# Herbert Wurlitzer

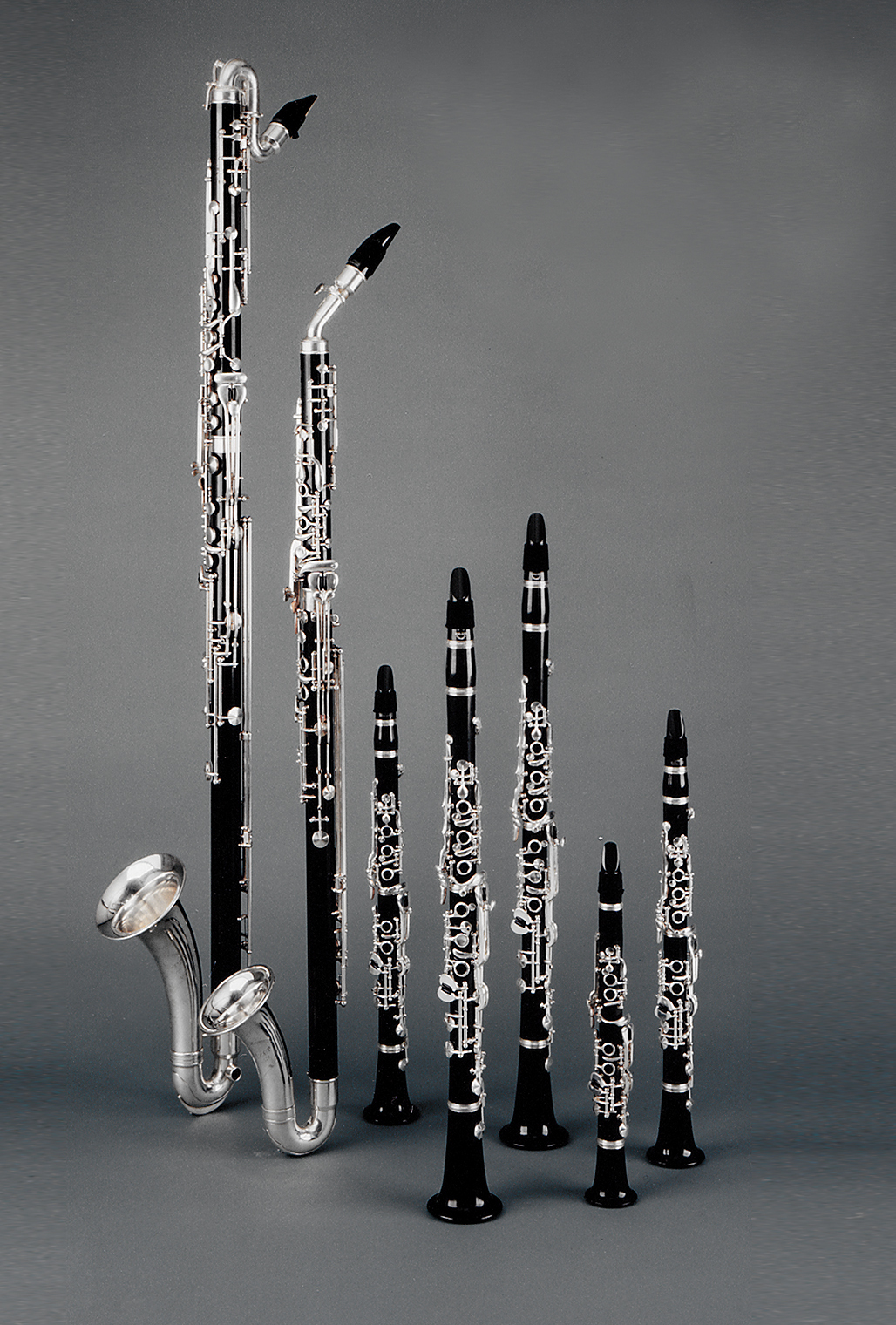
Clarinetto basso, corno di bassetto; clarinetti in Re, Si♭ e La; clarinetti piccoli in Sol e Mi♭, clarinetto di bassetto (sistema Oehler)

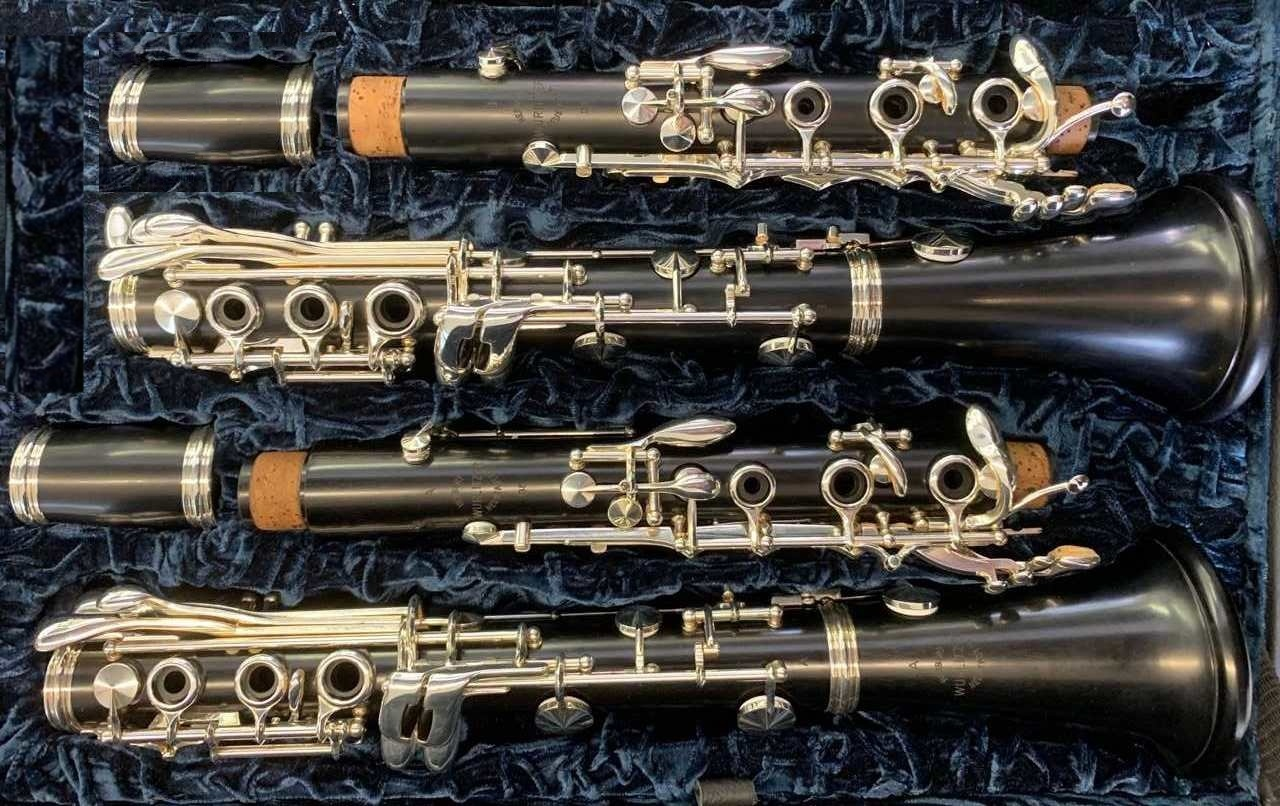
Clarinetti costruiti secondo il sistema Boehm riformato in Si♭ e La

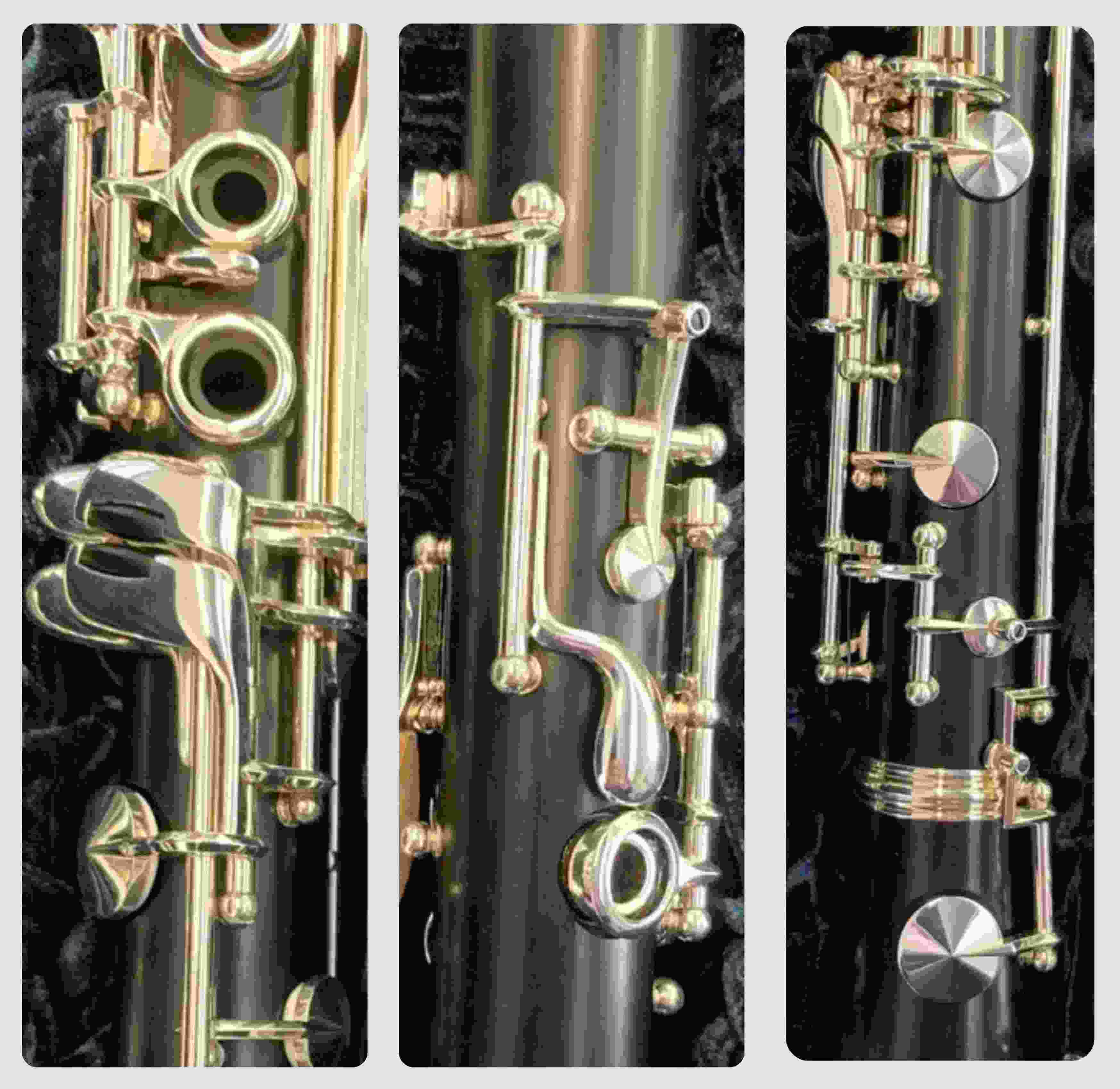
Clarinetto Boehm riformato, dettagli. A sinistra: rullini di collegamento - Al centro: chiave registro con il miglioramento di Si♭ - A destra: miglioramento per le note basse Mi e Fa

La società Herbert Wurlitzer Manufaktur für Holzblasinstrumente GmbH è un produttore tedesco di clarinetti con sede a Neustadt an der Aisch (Baviera) e un secondo sito produttivo a Markneukirchen (Sassonia). È stata fondata nel 1959 da Herbert Wurlitzer, il cui padre, Fritz Wurlitzer, aveva fondato negli anni '30 a Erlbach, ora distretto di Markneukirchen, una manifattura per la produzione di clarinetti. L'azienda produce clarinetti secondo il sistema tedesco (Oehler) e secondo il "sistema Boehm riformato". Quest'ultimo, sviluppato da Fritz Wurlitzer alla fine degli anni '40, permette di ottenere uno strumento con sistema di diteggiatura Boehm e il suono di un clarinetto Oehler; tale sistema ha pertanto fatto conoscere internazionalmente i clarinetti Wurlitzer.

## Biografia
Herbert Wurlitzer fuggì dalla Germania dell'Est nel 1959 con la sua famiglia nella Repubblica Federale Tedesca. Qui costruì una manifattura per la produzione di clarinetti, come aveva imparato da suo padre.
Herbert Wurlitzer gestì la compagnia fino alla sua morte nel 1989 insieme a sua moglie Ruth Wurlitzer. Quindi Ruth Wurlitzer continuò l'attività insieme a Bernd Wurlitzer, suo genero come direttore commerciale e suo figlio Frank-Ulrich come direttore artistico. Dalla morte di Ruth nel settembre 2014 l'azienda è gestita solamente da Frank-Ulrich e Bernd Wurlitzer.

## L'impresa
La vasta famiglia Wurlitzer (esiste anche una filiale americana) produce strumenti musicali da diverse generazioni.
Herbert Wurlitzer ha istituito per la prima volta il suo laboratorio a Bubenreuth (Baviera) e nel 1964 trasferì la sua sede principale a Neustadt an der Aisch. Nel 1992, ha costruito un altro sito produttivo a Markneukirchen, dove si trovano numerosi produttori di strumenti musicali. In questo contesto, ha anche rilevato l'ex officina di Fritz Wurlitzer, che, dopo qualche tempo, è stata integrata nella nuova produzione.
L'azienda produce quasi tutti i clarinetti della famiglia dei clarinetti (ad eccezione del rarissimo clarinetto per contrabbasso e del clarinetto contralto). Tutti gli strumenti sono realizzati solo in legno, principalmente in grenadilla, ma anche in cocobolo e bosso. Sono realizzati esclusivamente su ordinazione individuale.
I principali paesi esportatori sono i Paesi Bassi, l'Italia, la Spagna e il Giappone.